# John Rodgers
John Rodgers (Upper Hutt, 9 ottobre 1915 – Auckland, 10 gennaio 1997) è stato un vescovo cattolico e missionario neozelandese.

## Biografia
John Hubert Macey Rodgers nacque a Upper Hutt, precisamente nel sobborgo di Wallaceville, il 9 ottobre 1915.
Studiò presso il St Patrick's College prima a Silverstream, altro sobborgo di Upper Hutt, e al St Patrick's College a Wellington ed in seguito completò la sua formazione presso il Mount St Mary's College a Napier (chiuso nel 1992).
Entrò nei maristi nel 1936 e fu ordinato presbitero il 15 dicembre 1940.
L'anno seguente fu inviato in missione a Tonga, dove fu nominato direttore del ‘Apifo‘ou College.
Il 29 giugno 1953 papa Pio XII lo nominò vicario apostolico delle Isole Tonga e Niue, assegnandogli la sede titolare di Sbida. Ricevette l'ordinazione episcopale l'11 febbraio 1954 per imposizione delle mani dell'arcivescovo e futuro cardinale Peter Thomas McKeefry. Scelse come proprio motto episcopale Domina opus tuum, ispirandosi al versetto 2 del terzo capitolo del libro di Abacuc, ma indicando la Madre di Dio come guida del suo operato missionario.
Fu padre conciliare durante il Concilio Vaticano II, partecipando a tre delle quattro sessioni.
Il 21 giugno 1966 papa Paolo VI elevò il vicariato a diocesi con la bolla Prophetarum voces, nominandolo primo vescovo.
Resse la diocesi per quasi 19 anni, rassegnando le proprie dimissioni il 7 aprile 1972. Contestualmente gli venne assegnata la sede titolare di Capocilla. Il 28 aprile 1971 fu nominato amministratore apostolico di Rarotonga. Il 1º marzo 1973 papa Paolo VI lo nominò vescovo di Rarotonga. Nel 1975 fondò il Nukutere College.
Dopo aver retto la diocesi per 4 anni, il 21 marzo 1977 sempre Paolo VI lo nominò vescovo ausiliare di Auckland, assegnandogli la sede titolare di Nigizubi. Fu infine nominato superiore ecclesiastico della missione sui iuris di Funafuti dal 7 agosto 1985, fino alle sue dimissioni il 14 luglio dell'anno seguente.
Nel 1979 ricevette la medaglia dell'Ordine di San Michele e San Giorgio per i servigi resi alla Chiesa come vescovo a Tonga e nelle Isole Cook.
Morì ad Auckland il 10 gennaio 1997 all'età di 81 anni. Fu sepolto il 14 gennaio nel Kalevalio Catholic Cemetary di Nukuʻalofa.

## Genealogia episcopale e successione apostolica
La genealogia episcopale è:
- Cardinale Scipione Rebiba
- Cardinale Giulio Antonio Santori
- Cardinale Girolamo Bernerio, O.P.
- Arcivescovo Galeazzo Sanvitale
- Cardinale Ludovico Ludovisi
- Cardinale Luigi Caetani
- Cardinale Ulderico Carpegna
- Cardinale Paluzzo Paluzzi Altieri degli Albertoni
- Papa Benedetto XIII
- Papa Benedetto XIV
- Papa Clemente XIII
- Cardinale Marcantonio Colonna
- Cardinale Giacinto Sigismondo Gerdil, B.
- Cardinale Giulio Maria della Somaglia
- Cardinale Carlo Odescalchi, S.I.
- Cardinale Costantino Patrizi Naro
- Cardinale Serafino Vannutelli
- Cardinale Domenico Serafini, Cong. Subl. O.S.B.
- Cardinale Pietro Fumasoni Biondi
- Arcivescovo Filippo Bernardini
- Cardinale Norman Gilroy
- Cardinale Peter Thomas McKeefry
- Vescovo John Rodgers, S.M.

La successione apostolica è:
- Vescovo Denis George Browne (1977)